# Brahmina cotesi
Brahmina cotesi är en skalbaggsart som beskrevs av Brenske 1892. Brahmina cotesi ingår i släktet Brahmina och familjen Melolonthidae. Inga underarter finns listade.